# Бенальмадена
Бенальмадена (ісп. Benalmádena) — муніципалітет в Іспанії, у складі автономної спільноти Андалусія, у провінції Малага. Населення — 61 383 особи (2010).
Муніципалітет розташований на відстані близько 430 км на південь від Мадрида, 16 км на південний захід від Малаги.
На території муніципалітету розташовані такі населені пункти: (дані про населення за 2010 рік)
- Арройо-де-ла-М'єль - Бенальмадена-Коста: 52061 особа
- Бенальмадена: 9322 особи

## Демографія
Динаміка населення (INE ):

## Галерея зображень

Розташування муніципалітету у провінції Малага
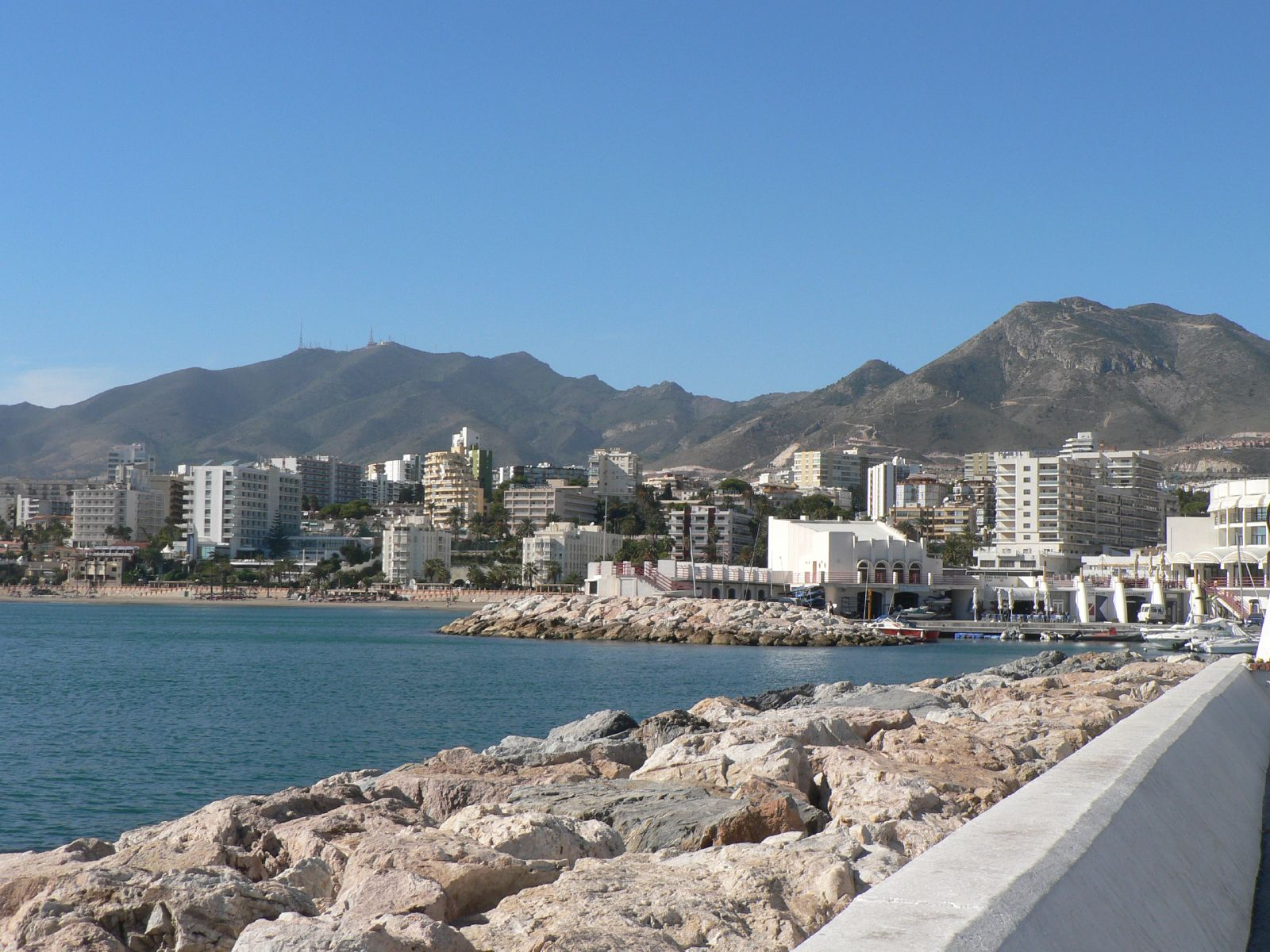
Бенальмадена-Коста, на задньому плані - гори Сьєрра-де-Міхас
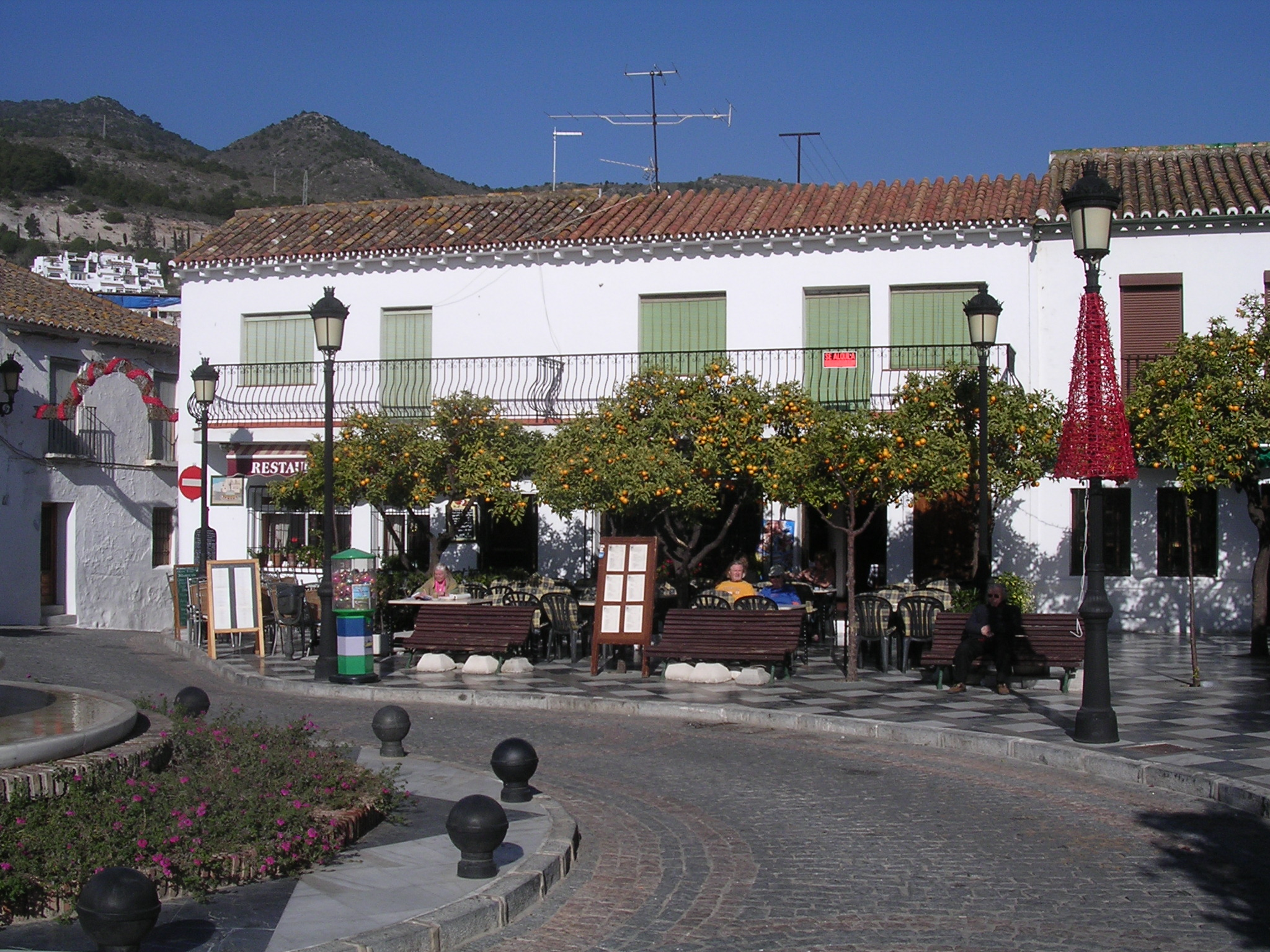
Бенальмадена, традиційна андалуська архітектура
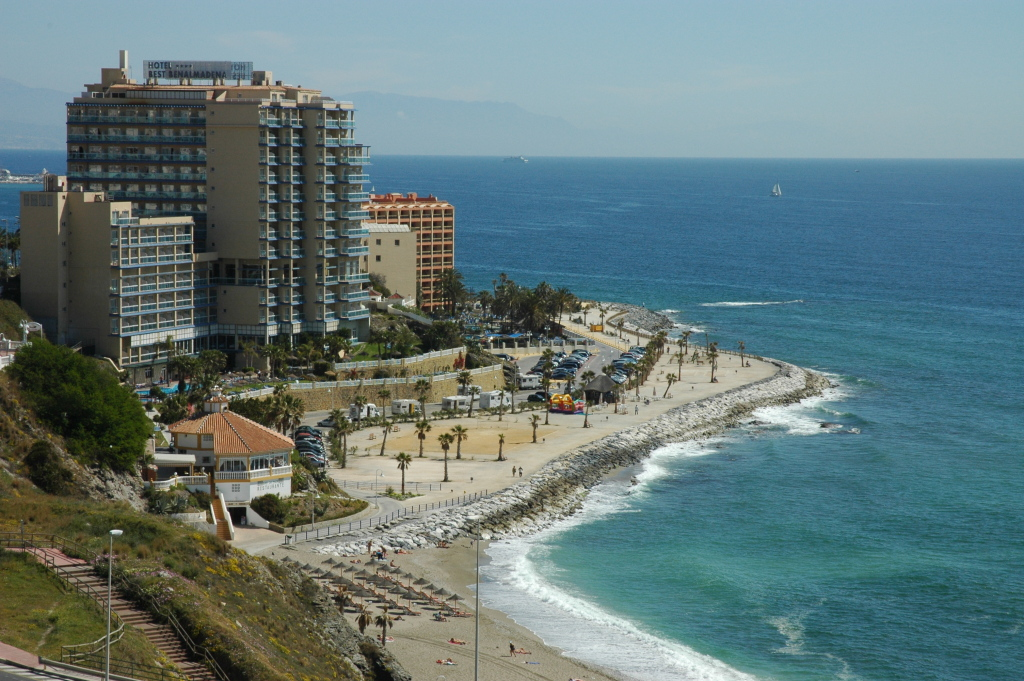
Узбережжя
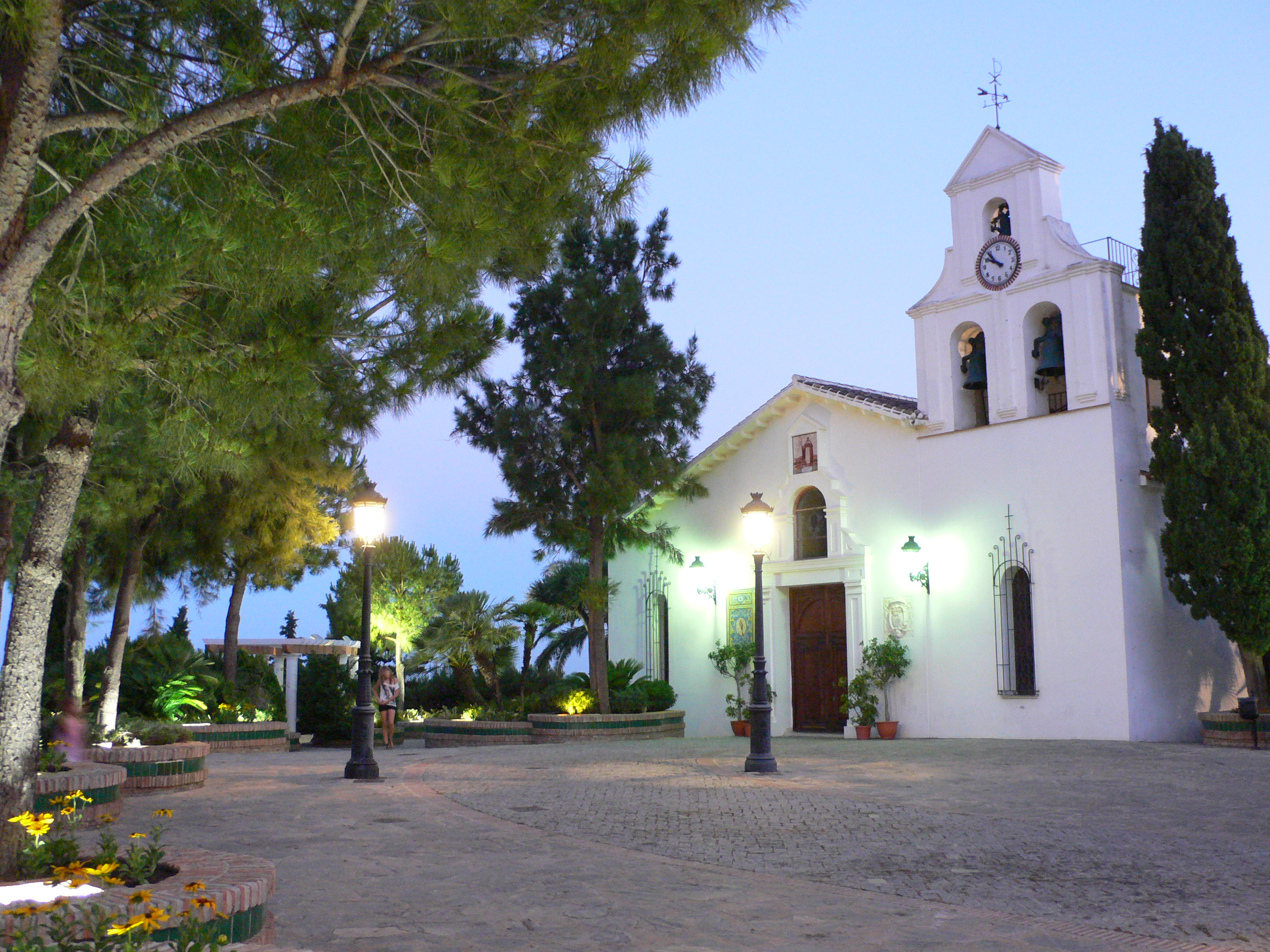
Церква Санто-Домінго-де-Гусман
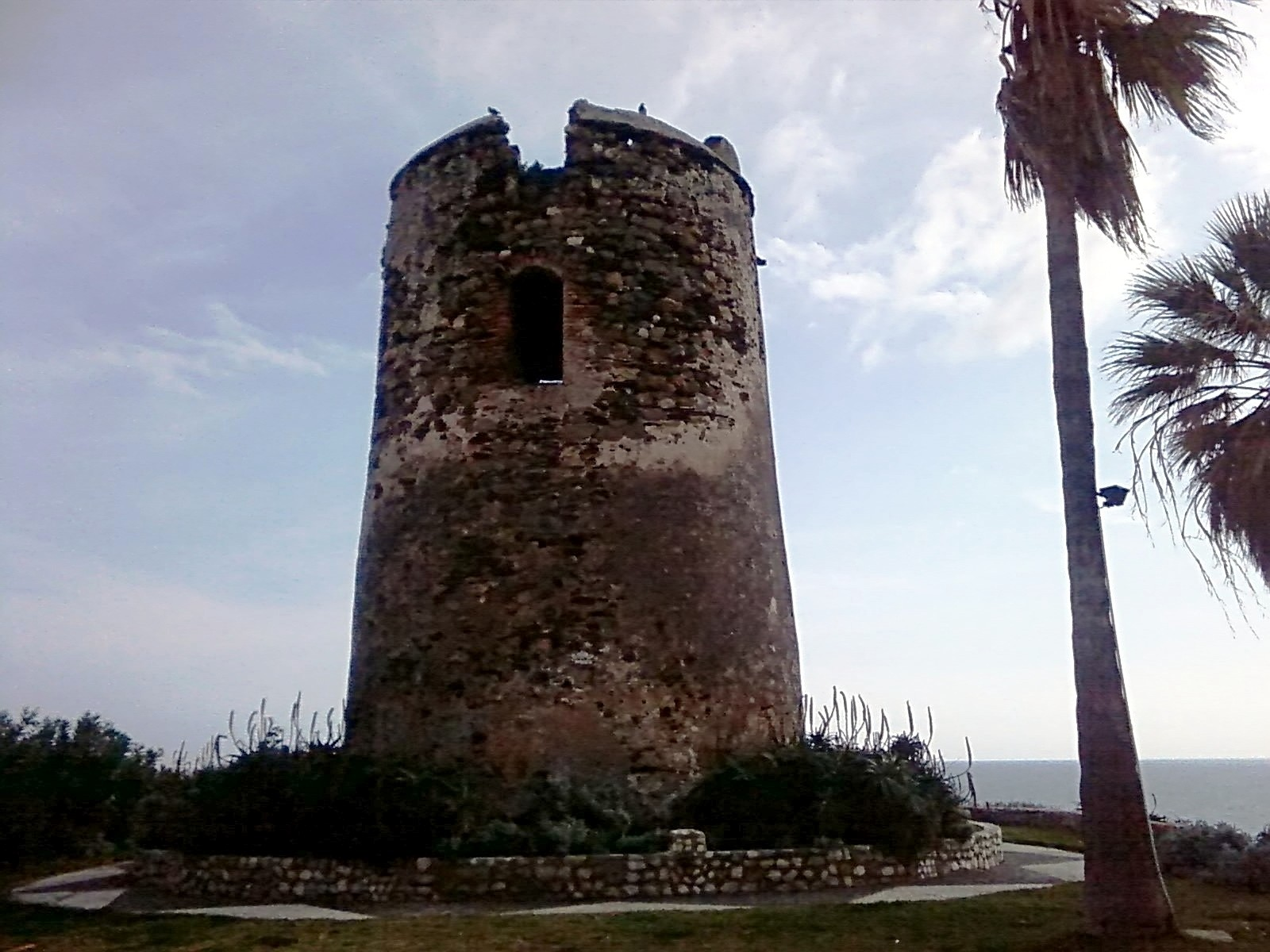
Сторожова вежа Торремуельє
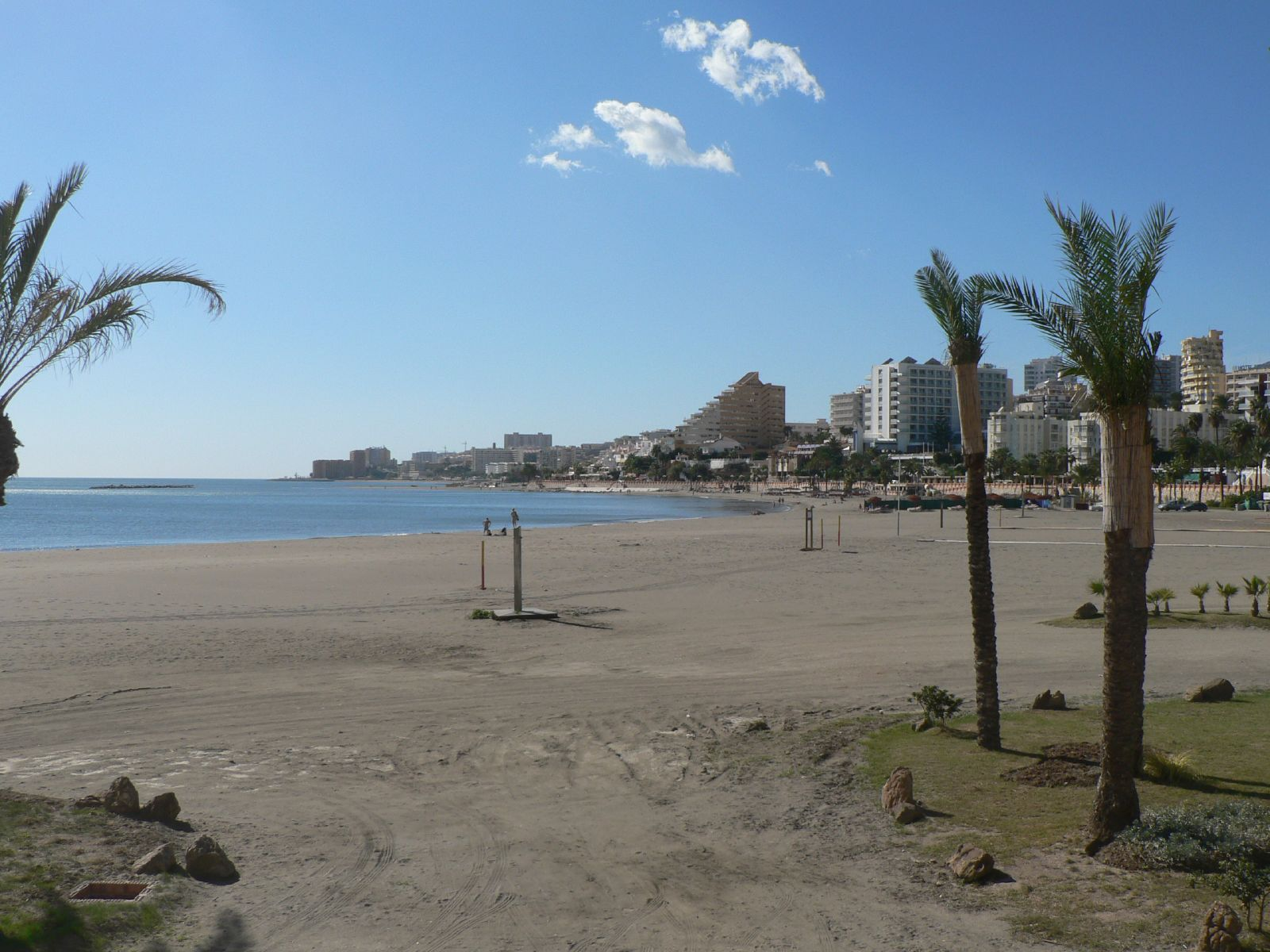
Пляж Малапескера